# Sarah Coburn
Sarah Coburn (Petersburg, 4 agosto 1977) è un soprano operistico statunitense ed è la figlia dell'ex senatore dell'Oklahoma, Stati Uniti, Tom Coburn. Si è laureata all'Oklahoma State University e poi ha conseguito un Master of Music presso l'Oklahoma City University, studiando con Larry Wade Keller. La Coburn ha raggiunto una carriera internazionale, cantando nei teatri d'opera di tutto il mondo.

## Carriera professionale
Nel campo della lirica, ha ottenuto un riconoscimento per la prima volta nel 2001 come Gran Finalista Nazionale nelle Audizioni del Consiglio Nazionale della Metropolitan Opera.
Notata nella rivista Opera News come cantante di coloratura con una voce da "soprano argenteo e risonante", la Coburn ha interpretato ruoli da protagonista al Metropolitan Opera di New York, la Wiener Staatsoper ed altre grandi compagnie.
Nel 2007 è succeduta a Elizabeth Futral nel ruolo della principessa Yue-Yang nella prima mondiale di The First Emperor di Tan Dun al Metropolitan. Nello stesso anno ha interpretato il ruolo di Kitty nella prima mondiale di Anna Karenina di David Carlson alla Florida Grand Opera.
Il suo repertorio ha incluso i ruoli principali di: Lucia sia nella Lucia di Lammermoor di Donizetti che nella sua versione francese, Lucie de Lammermoor alla Glimmerglass Festival ed alla Cincinnati Opera; Amina ne La sonnambula di Bellini a Vienna; Gilda nel Rigoletto di Verdi all'Opéra de Montréal, alla Welsh National Opera e alla Los Angeles Opera; il ruolo del protagonista in Lakmé di Delibes all'Opera di Tulsa; Asteria nel Tamerlano di Handel e Rosina nel Il barbiere di Siviglia di Rossini, entrambi con la Los Angeles Opera.
Nel marzo 2014 ha cantato alla Washington National Opera nel ruolo di Adina ne L'elisir d'amore di Gaetano Donizetti e, nell'ambito del Festival di Tivoli dell'estate 2014 a Copenaghen, ha cantato il ruolo di Elvira ne I puritani.